# 清川郵便局
清川郵便局（きよかわゆうびんきょく）は和歌山県日高郡みなべ町にある郵便局。民営化前の分類では集配特定郵便局であった。

## 概要
住所：〒645-0299 和歌山県日高郡みなべ町清川2187
民営化直前の集配業務再編において、多くの集配普通郵便局は統括センターとなったが、当局は配達センターとされたため、民営化後も郵便事業株式会社の支店は併設されず、集配センターが併設された。

## 沿革
- 2007年（平成19年）10月1日 - 民営化に伴い、併設された郵便事業田辺支店清川集配センターに一部業務を移管。
- 2012年（平成24年）10月1日 - 日本郵便株式会社発足に伴い、田辺郵便局清川集配センターを清川郵便局に統合。

## 取扱内容
- 郵便、印紙、ゆうパック、内容証明
- 貯金、為替、振替、振込、国際送金、国債、投資信託
- 生命保険、バイク自賠責保険、自動車保険
- ゆうちょ銀行ATM
- 「645-02xx」区域（日高郡みなべ町一部域（旧南部川村一部域））集配業務

## 風景印
- 図案は備長炭と炭焼き職人、炭焼き窯。局名表示は「和歌山　清川」
- 使用開始日は1995年（平成7年）9月1日

## 周辺
- みなべ町立清川保育所
- 清川浄水場
- 梅の里スポーツクライミング施設
- 電子基準点南部川
- 国道424号

## アクセス
- 国道424号沿い
- 駐車場あり：なし